# Naomi Novik
Naomi Novik (ur. 30 kwietnia 1973 w Nowym Jorku) – amerykańska pisarka polskiego pochodzenia, znana z serii fantastycznych książek Temeraire. Laureatka nagród: Nebula, Campbella, Locusa, Mythopoeic oraz Comptona Crooka.

## Życiorys
Jej matka jest Polką, a ojciec Litwinem żydowskiego pochodzenia. Jak sama pisze, wychowała się na polskich bajkach i twórczości Tolkiena. Zdobyła stopień licencjata z literatury na Uniwersytecie Browna w Providence, a studia magisterskie z zakresu nauk informatycznych ukończyła na Uniwersytecie Columbia. Jest zamężna z przedsiębiorcą i pisarzem Charlesem Ardai. Mieszkają na Manhattanie, mają córkę Evidence (ur. 2010).
Uczestniczyła w projektowaniu gry Neverwinter Nights: Shadows of Undrentide, dopóki nie odkryła, iż woli pisać niż tworzyć gry komputerowe.

## Nagrody
Jej pierwsza powieść, Smok Jego Królewskiej Mości, zaczynająca serię Temeraire, jest alternatywną historią wojen napoleońskich, w świecie, w którym oprócz ludzi walczą także inteligentne smoki. Smok Jego Królewskiej Mości wygrał nagrody Locusa w kategorii Debiut powieściowy i Comptona Crooka (2007), był także nominowany do nagrody Hugo za najlepszą powieść i World Fantasy Award.
Powieść Wybrana zdobyła liczne nagrody: Nebulę dla najlepszej powieści (2015), Locusa dla najlepszej powieści fantasy, British Fantasy Award i Mythopoeic dla literatury fantasy w kategorii literatura dla dorosłych (2016), była także nominowana do nagrody Hugo.
Powieść Moc srebra zdobyła nagrodę Locusa dla najlepszej powieści fantasy (2019), była także nominowana do Hugo i Nebuli.

## Twórczość

### Temeraire
1. Smok Jego Królewskiej Mości (His Majesty’s Dragon, 2006, wyd. pol. Rebis 2007)
2. Nefrytowy tron (Throne of Jade, 2006, wyd. pol. Rebis 2007)
3. Wojna prochowa (Black Powder War, 2006, wyd. pol. Rebis 2008)
4. Imperium kości słoniowej (Empire of Ivory, 2007, wyd. pol. Rebis 2008)
5. Zwycięstwo orłów (Victory of Eagles, 2008, wyd. pol. Rebis 2009)
6. Języki węży (Tongues of Serpents, 2010, wyd. pol. Rebis 2010)
7. Próba złota (Crucible of Gold, 2012, wyd. pol. Rebis 2012)
8. Krew tyranów (Blood of Tyrants, 2013, wyd. pol. Rebis 2014)
9. Liga smoków (League of Dragons, 2016, wyd. pol. Rebis 2018)

### Scholomance
- Mroczna wiedza (A Deadly Education 2020, wyd. pol. Rebis 2021)
- Ostatni absolwent (The Last Graduate 2021, wyd. pol. Rebis 2022)
- The Golden Enclaves (2022)

### Inne powieści
- Wybrana (Uprooted, 2015; wyd. pol. Rebis 2015)
- Moc srebra (Spinning Silver, 2018; wyd. pol. Rebis 2019)